# 산타르피노
산타르피노(이탈리아어: Sant'Arpino)는 이탈리아 캄파니아주 카세르타도에 있는 코무네이다. 나폴리로부터는 북서쪽으로 11km 카세르타에선 남서쪽으로 12km 거리에 있다.